# Doktor Liza
Doktor Liza (Доктор Лиза) è un film del 2020 diretto da Oksana Karas.